# Friedel Holz
Friedrich-Karl „Friedel“  Holz (* 21. Januar 1919 1; † 20. Mai 1941 auf Kreta) war ein deutscher Fußballspieler.

## Karriere

### Vereine
Holz rückte 17-jährig in die erste Mannschaft des Duisburger TSV 1899 auf und spielte von 1937 bis 1939 (ab 1938 – Fusion bedingt – für den TuS Duisburg 48/99) in der Gauliga Niederrhein, eine von anfangs 16, später auf 23 aufgestockten, Gauligen zur Zeit des Nationalsozialismus im Deutschen Reich als einheitlich höchste Spielklasse. In dieser auf Torejagd gehend, ohne wesentlichen Erfolg gehabt zu haben oder sich für die Endrunde um die Deutsche Meisterschaft qualifizieren zu können, musste er dem Wehrdienst nachkommend, sein Fußballspielen frühzeitig aufgeben.

### Nationalmannschaft
Sein einziges Länderspiel für die A-Nationalmannschaft bestritt Holz am 20. März 1938 in Wuppertal beim 2:1-Sieg über die Nationalmannschaft Luxemburgs. Sepp Herberger, der eine Alternative zum Wormser Josef Fath suchte, fand in Holz einen Sprinter, einen Ballartisten und einen Stürmer mit scharfem Schuss und sicherem Abschluss, als dieser mit einer Junioren-Auswahl-Mannschaft gegen eine Oberhausener Stadtauswahl mit 10:0 gewann und – nach der Halbzeit eingewechselt – zwei Tore beisteuerte.

## Sonstiges
Friedel Holz fiel im Zweiten Weltkrieg bei den Kämpfen um die griechische Insel Kreta und gilt seitdem als vermisst im Meer um Kreta. Sein Name steht auf einer Gedenktafel auf dem deutschen Soldatenfriedhof Maleme.